# Острой, Ольга Семёновна
О́льга Семёновна Острой (20 апреля 1929, Ленинград — 7 июня 2020) — советский и российский библиограф и специалист в области искусствоведческой библиографии, доктор педагогических наук (1991), кандидат искусствоведения. Кавалер Ордена Дружбы.

## Биография
Родилась 20 апреля 1929 года в Ленинграде. Её отец Симха Янкелевич Острой (1900—1980), уроженец Голованевска, был призван в июле 1941 года на фронт, старший лейтенант, награждён орденом Красной Звезды (1943). Ольга с матерью остались в городе и пережили блокаду Ленинграда.
В 1947 году поступила на исторический факультет ЛГУ, который окончила в 1952 году, получив специальность историка-искусствоведа. В 1952 году была принята на работу в Институт славяноведения АН СССР, где проработала вплоть до 1955 года. В 1955 году была принята на работу в БАН, а через год перешла в ГПБ. Начиная с 1992 года она занимала должность ведущего научного сотрудника отдела библиографии и краеведения. Преподавала в Европейском университете в Санкт-Петербурге.

## Научные работы
Основные научные работы посвящены истории краеведческой библиографии. Автор свыше 200 научных публикаций, в том числе монографий и книг.

### Книги
- Что даёт человеку искусство. — Л., 1960. — 26 с.
- Искусство в битве за коммунизм : Беседа о книгах по изобразительному искусству. — Л., 1963. — 30 с.
- Георгий Григорьевич Нисский. — Л. : Художник РСФСР, 1966. — 46 с. — (Народная библиотечка по искусству).
- Изобразительное и прикладное искусство : Библиография русской библиографии. — М. : Книга, 1969. — 213 с.
- Русские справочные издания по изобразительному и прикладному искусству : Аннотированный указатель. — М. : Книга, 1972. — 280 с.
- 125 книг по русскому и советскому искусству : Рекомендательный библиографический указатель. — Л. : Художник РСФСР, 1972. — 139 с.
- Изобразительное и прикладное искусство : Библиографическое пособие. — М. : Книга, 1986. — 254, [1] с. (В соавторстве.)
- Эрих Фёдорович Голлербах как коллекционер и издатель. — Л., 1990. — 145 с. (В соавторстве.)
- История искусствоведческой библиографии в России (XI — нач. XX вв.). — Л. : ГПБ, 1991. — 222, [2] с.
- История искусствоведческой библиографии в России, 1917—1991. — СПб. : Изд-во РНБ, 1994. — 232 с. — ISBN 5-7196-0952-0.

### Статьи
- Клочки воспоминаний // Историко-библиографические исследования. — СПб., 2015. — Вып. 13. — С. 205—269.
- Моё военное детство // Такая разная война… — СПб., 2017. — Вып. 1. — С. 251—259.